# Inmigración montenegrina en Argentina
Los montenegrinos constituyen una minoría étnica en Argentina. Durante los años 1900, los montenegrinos provenientes del Reino de Montenegro comenzaron a emigrar al país. Además de los polacos (450.000) y los croatas (440.000), son una de las comunidades eslavas más importantes de Argentina. Actualmente, la mayoría de ellos están ubicados en la provincia del Chaco, mientras que el resto vive en la provincia de Buenos Aires (Tandil, Dock Sud y General Madariaga) en la provincia de Santa Fe (Rosario y Venado Tuerto) y en Córdoba capital.
Descendientes de montenegrinos establecieron la colonia La Montenegrina (Chaco), la colonia más grande de montenegrinos en Argentina, de la que aún forman parte hasta hoy. General Madariaga (Buenos Aires) es un lugar especial para los montenegrinos en Argentina, ya que muchos de ellos han logrado una notable riqueza allí a través del negocio de la cría de ganado y la mayoría de los montenegrinos y sus descendientes están enterrados en el cementerio de dicha localidad. Además, la organización de Montenegro-Argentina y la Sociedad Yugoslava Njegoš (anteriormente llamada Sociedad de Montenegro y Sociedad Montenegrino-yugoslava de Ayuda Mutua antes de la Segunda Guerra Mundial) proporcionan ayuda mutua dentro de la ciudad.

## Cultura
Buena parte de la comunidad montenegrina en Argentina se ha asimilado al resto de la sociedad sin olvidar las raíces mediante organizaciones montenegrinas afincadas en varias provincias del país. Una de las cualidades que algunos descendientes de montenegrinos han podido preservar como identidad es el idioma montenegrino, aunque se estima que solamente es hablado por unas 500 personas en todo el país.